# 印度布尔什维克党
印度布尔什维克党是印度的一个共产主义政党。该党成立于1939年。2014年，该党加入印度共产党（马克思主义）领导的西孟加拉左翼阵线。该党的创始人是N. Dutta Mazumder。该党的总部位于马哈拉施特拉邦的那格浦尔。该党的意识形态是马恩列斯主义。